# Marcos Delía
Marcos Delía   (Saladillo, 8 d'abril de 1992) és un jugador de bàsquet argentí. Compta amb passaport italià i per això no ocupa plaça d'extracomunitari. Mesura 2,11 m. i juga en la posició de pivot.

## Carrera esportiva
Va començar la seva carrera professional en el Club Atlético Boca Juniors el 13 d'octubre de 2010 en un partit enfront del Peñarol de Mar del Plata. Durant la seva estada a Boca, va ser citat el 2012 per jugar el Nike Hoop Summit al costat de joves promeses de tot el món. En el mes de juny de 2014 va ser fitxat pel Club Atlético Obras Sanitarias de la Nación, on hi va jugar dues temporades més abans de fer el salt a la lliga espanyola, al fitxar a l'estiu de 2016 per l'UCAM Murcia. Després de dues temporades gairebé i mitja a Múrcia, en el mes de gener de 2019 es desvincula del club murcià i fitxa pel Divina Seguros Joventut de Carles Duran fins a final de temporada, per substituir el lesionat Birgander. A l'estiu de 2019 fitxa pel Fuerza Regia de Monterrey, de la lliga mexicana. Després de quatre partits a Mèxic, i principalment pel seu gran paper amb la selecció al Mundial, fitxa en el mes d'octubre pel Virtus Bolonya.

### Selecció nacional
Delía va debutar internacional l'any 2009 amb la selecció sub17 al campionat sud-americà celebrat a Trinidad (Uruguai), amb qui va guanyar la medalla d'or. L'any 2012, ja amb l'absoluta, torna a guanyar el campionat, aquest cop celebrat a Chaco, i el 2013 aconsegueix el bronze a la FIBA Amèriques. L'any 2014 guanya la plata al campionat sud-americà i l'or als Jocs Odesur. El 2015 guanya la plata a la FIBA Amèriques, i el 2017 novament la segona posició a la FIBA AmeriCup. L'any 2019 guanya la medalla de plata al Mundial celebrat a la Xina.

## Estadístiques

### Lliga ACB
| Any       | Equip     | PJ  | 5i | Min  | %2P  | %3P | %TL  | Reb | Ass | Rec | Tap | Punts | Val |
| --------- | --------- | --- | -- | ---- | ---- | --- | ---- | --- | --- | --- | --- | ----- | --- |
| 2016-17   | Múrcia    | 32  | 24 | 19,5 | 61   | 0   | 63   | 3,3 | 0,6 | 0,6 | 0,3 | 5,7   | 6,6 |
| 2017-18   | Múrcia    | 34  | 5  | 21,6 | 43   | 0   | 61   | 3,9 | 0,8 | 0,4 | 0,3 | 6,2   | 6,7 |
| 2018-19   | Múrcia    | 15  | 5  | 16,7 | 56,  | 0   | 36   | 3,3 | 0,7 | 0,6 | 0,5 | 5,8   | 7,5 |
| 2018-19   | Joventut  | 19  | 3  | 13,6 | 61   | 0   | 73   | 2,7 | 0,5 | 0,2 | 0,3 | 5,5   | 6,8 |
| Total ACB | Total ACB | 100 | 37 | 18,7 | 52,9 | 0   | 57,6 | 3,4 | 0,7 | 0,4 | 0,3 | 5,8   | 6,8 |

### Play-off ACB
| Any     | Equip    | PJ | 5i | Min | %2P | %3P | %TL | Reb | Ass | Rec | Tap | Punts | Val |
| ------- | -------- | -- | -- | --- | --- | --- | --- | --- | --- | --- | --- | ----- | --- |
| 2018-19 | Joventut | 2  | 0  | 9,5 | 67  | 0   | 0   | 1   | 0   | 0   | 0,5 | 2     | 1,5 |